# Maîtres d'Otto van Moerdrecht
Les Maîtres d'Otto van Moerdrecht sont un groupe d'enlumineurs actifs dans la première moitié du XVe siècle à Utrecht et dans d'autres villes des Pays-Bas. Ils doivent leur nom de convention à un manuscrit ayant appartenu à Otto van Moerdrecht, un chartreux installé dans cette ville. Alors qu'ils ont été longtemps identifié à un maître unique travaillant avec des collaborateurs, l'historiographie récente tend à y voir plutôt un groupe d'artistes au style similaire ayant collaboré à une vingtaine de manuscrits.

## Historique

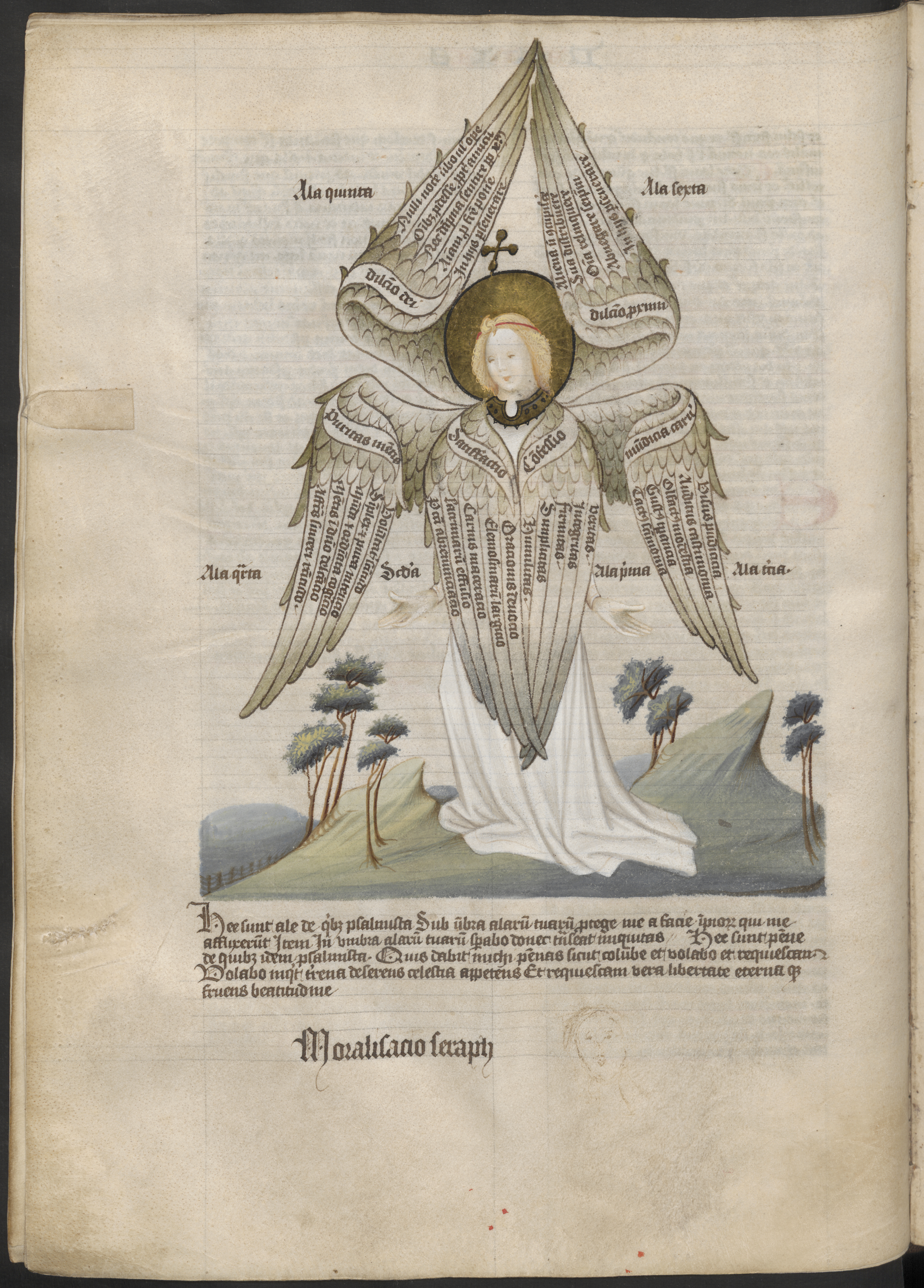
Séraphin dans le Postilla in Prophetas de Nicolas de Lyre, Bib. de l'université d'Utrecht.

Le groupe doit son nom de convention à deux miniatures présentes dans un manuscrit des Postilla in Prophetas de Nicolas de Lyre (Bib. université d'Utrecht), commandé par Otto van Moerdrecht, un chartreux de la Chartreuse Saint-Sauveur de la Nouvelle-Lumière, près d'Utrecht. Ce manuscrit contient d'ailleurs des représentations d'un séraphins à grandes ailes qui lui a donné son autre nom de convention : le Maître du Séraphin. Il est difficile de localiser précisément leur lieu d'activité. Un grand nombre des livres attribués provient d'Utrecht mais d'autres lieux ont été proposés comme Zwolle. Il est possible que le groupe ait migré à Bruges après 1427, date à laquelle l'importation de miniatures provenant des Pays-Bas du nord a été interdites. Plusieurs livres d'heures du même style mais produits dans la ville flamande sont recensés grâce à des estampilles. Six mains différentes au moins peuvent être distinguées parmi les miniatures attribuées au style du groupe.

## Style
Son style se caractérise par des couleurs franches et vives, des personnages au visage plat, rond et aux petits yeux. Ses paysages sont archaïques.

## Manuscrits attribués

Frontispice du canon de la messe d'un missel, Cleveland Museum of Art.

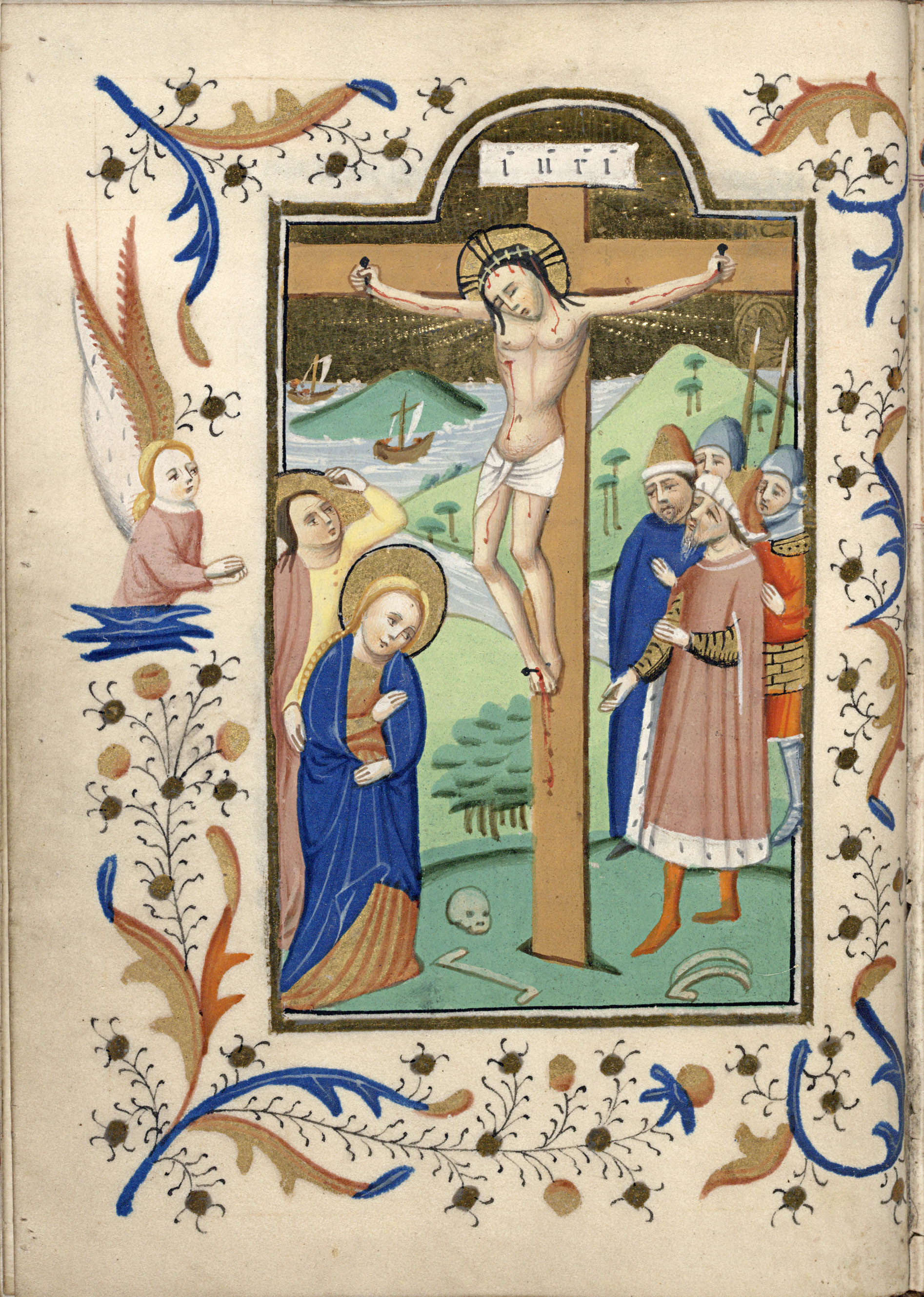
Crucifixion, Psautier-livre d'heures de la famille Bout.

Une vingtaine de manuscrits ou fragments de manuscrits leur sont attribués, dont un grand nombre de livres d'heures.
- Deux bifolios d'un missel, Musée Mayer van den Bergh, Anvers, Ms.302
- Livre d'heures de Marie d'Harcourt, le groupe intervient à l'occasion d'une 3e campagne de miniatures ajoutées en 1425 (3 miniatures et une partie du calendrier), Bibliothèque d'État de Berlin, Ms. Germ. qu.42
- Psautier-livre d'heures de la famille Bout, 1453, cinq miniatures dont deux du maître (Annonciation), en collaboration avec les Maîtres de la Bible de Haarlem (une miniature et six lettrines historiées), une miniature par le Maître de Gilbert de Brederode et une par un maître anonyme, Bibliothèque royale (Pays-Bas), 79K11[3]
- Feuillet d'un missel (frontispice du canon de la messe), Cleveland Museum of Art, 1959.254[4]
- Bible de Thomas a Kempis, 5 volumes copiés à l'abbaye de Agnietenberg près de Zwolle, 1427-1439, Bibliothèque universitaire de Darmstadt, Ms.Hs.324
- Bible historiée, en collaboration avec plusieurs enlumineurs dont Claes Brouwer, Bibliothèque royale (Pays-Bas), 78 D 38[5]
- Livre d'heures, Bruges, Bibliothèque royale, La Haye, 135 K 45[6]
- Évangéliaire Festal (Festal Evangelistary), Koninklijk Huisarchief, La Haye
- Légende dorée de Jacques de Voragine, en collaboration avec un autre enlumineur, Musée Meermanno, La Haye, Ms 10 A 18 et 19[7]
- Livre d'heures à l'usage de Rome, avec 4 miniatures collées des maîtres et 4 miniatures des Maîtres aux rinceaux d'or dans un manuscrit décoré par Péronet Lamy, Hans Witz et autres collaborateurs, Bibliothèque municipale de Grenoble, Ms.162
- Livre d'heures, 7 miniatures du maître en collaboration avec les Maîtres de Guillebert de Mets, le Maître des Saints Beaufort et les Maîtres aux rinceaux d'or, Collection Renate König, Ms.Nr.17
- Bréviaire d'Arnold van Egmont, vers 1440, en collaboration avec le Maîtres de Zweder de Culemborg, Morgan Library and Museum, Ms.M.87[8]
- Postilla in Prophetas de Nicolas de Lyre pour Otto van Moerdrecht, vers 1423-1425, bibliothèque de l'université d'Utrecht, Ms.252
- Bible, 1431, Bibliothèque royale de Belgique, Bruxelles, MS. 9018–23
- Livre d'heures, Bibliothèque apostolique vaticane, Rome, MS. Ross.61
- Livre d'heures à l'usage de Sarum, Bruges, 16 miniatures et 14 lettrines, vers 1431, coll. part., passé en vente chez Jörn Günther Antiquariat[9]
- Livre d'heures de Marguerite de Croÿ, en collaboration avec les Maîtres aux rinceaux d'or, Bruges, Newberry Library, Chicago, Ms.56
- Livre d'heures à l'usage de Toul, Bruges, avec 12 miniatures insérées, passé en vente chez Christie's le 25 mai 2016 (lot 8)[10]
- Psautier dominicain, vers 1440-1450, Bibliothèque royale (Danemark), Thott 533 4°[11]
- Livre d'heures, Delft, vers 1440, bibliothèque de l'Université de Tilbourg, KHS 12
- Missel pour le couvent de Hiëronymusberg d'Hulsbergen, près d'Hattem, Rijksmuseum Twenthe (en) à Enschede, inv. no. 381